# Sarleinsbach
Sarleinsbach är en köpingskommun i distriktet Rohrbach i det österrikiska förbundslandet Oberösterreich. Kommunen har 2 248 invånare (2024) och består av 32 orter (Ortschaften) (inom parentes invånarantal 1 januari 2024):

- Altendorf (64)
- Altenhofen (29)
- Auerbach (25)
- Dobretshofen (7)
- Dorf (28)
- Fürling (34)
- Graben (42)
- Hennerbach (29)
- Innerhötzendorf (51)
- Innerödt (30)
- Kickingerödt (8)
- Kielesreith (28)
- Leiten (14)
- Lämmerstorf (55)
- Mairhof (26)
- Meising (37)
- Meisingerödt (20)
- Mühel (20)
- Oberpeilstein (1)
- Pfaffenberg (106)
- Pogendorf (21)
- Poppen (35)
- Rutzersdorf (39)
- Sankt Leonhard (64)
- Sarleinsbach (1 121)
- Schinken (52)
- Schwand (40)
- Schölling (40)
- Sprinzenstein (77)
- Weißgraben (42)
- Wintersberg (38)
- Wolf (25)